# Igreja Presbiteriana Unida nos Estados Unidos da América
A Igreja Presbiteriana Unida nos Estados Unidos da América ( em Inglês United Presbyterian Church in the United States of America - UPCUSA) foi o maior ramo do Presbiterianismo no Estados Unidos a partir de 28 de maio de 1958 até 1983. Ela foi formada pela união da Igreja Presbiteriana nos Estados Unidos da América (em Inglês Presbyterian Church in the United States of America - PCUSA) , muitas vezes referida como "Igreja Presbiteriana do Norte", com a Igreja Presbiteriana Unida da América do Norte (UPCNA), uma igreja menor de tradição do Movimento Covenanters em uma conferência no centro de Pittsburgh, Pensilvânia em Maio de 1958. A vigorosa atividade ecumênica por parte de líderes da PCUSA levou a esta fusão, a reunião de dois ramos de longa separação da maior família presbiteriana decorrentes das Ilhas Britânicas.

## Fundo
Entre 1937 e 1955, tanto a Igreja Presbiteriana nos Estados Unidos da América, e a Igreja Presbiteriana Unida da América do Norte tinham procurado se fundir como Igrejas Reformadas. A PCUSA havia discutido uma fusão com a Igreja Presbiteriana nos Estados Unidos (PCUS), bem como com a Igreja Episcopal. Ambas as denominações também tinha estado em contacto com a Igreja Reformada na América , bem como a Igreja Presbiteriana Reformada Associada (EUA).

## História
Até o momento da fusão, a PCUSA tinha igrejas em todos os 50 estados, enquanto a maior concentração de congregações da UPCNA poderiam ser encontradas na Pensilvânia ocidental e partes de Ohio. Uma expressão institucional da União foi a consolidação de dois seminários nas proximidades para o novo Seminário Teológico de Pittsburgh .
Como tinha sido habitual durante séculos, a UPCUSA originalmente subscrevia exclusivamente à Confissão de Fé de Westminster e os catecismos. Mas, um dos detalhes da fusão 1958 foi a revisão da Confissão de Westminster. Percebendo que a tarefa de rever a Confissão de Westminster foi um fardo e potencialmente divisionista, a comissão desenvolveu uma nova confissão. A Confissão de 1967 foi fortemente influenciado pelo neo-ortodoxia e a comissão adicionou vários outros padrões confessionais para o que foi chamado de Livro de Confissões.
Além disso, a UPCUSA revisou sua votos de ordenação. Antes de 1967, o votos de ordenação necessária uma afirmativa a esta pergunta: "Você sinceramente recebe e adota a Confissão de Fé e os Catecismos desta Igreja como contendo o sistema de doutrina ensinada na Sagrada Escritura?"  Depois de 1967, os votos da ordenação passaram a ser: "Você sinceramente recebe e adota os princípios essenciais da Fé Reformada, expressos na confissão de nossa igreja como exposições autênticas e confiáveis de que a Escritura nos levam a crer e fazer, e você vai ser instruído e liderado por essas confissões conduzindo o povo de Deus?" Apesar da forte oposição dos conservadores evangélicos, muito do que se encaixava com sua hostilidade era o foco percebido da denominação em ação social, e não a Confissão de 1967, em particular, pareceu endossar, nove décimos dos presbitérios aprovaram os novos documentos.

## Posturas Sociais e Ecumênicas
De um modo geral, a UPCUSA, especialmente a sua liderança, foi fortemente apoiante das causas progressistas, tais como os direitos civis e feminismo. Eugene Carson Blake, que serviu como o secretário da UPCUSA de 1954 até 1966, foi particularmente ativo nos movimentos por direitos civis, que inclui participar no dia 28 de agosto de 1963 de uma marcha em Washington, DC, com Martin Luther King Junior. No ano seguinte, a UPCUSA deu um passo sem precedentes na eleição Edler Hawkins (1908-1977), um americano Africano, que tinha servido como pastor da Igreja Presbiteriana St. Augustine, como moderador, uma posição que ele ocupou até 1970. No entanto, apesar das opiniões progressistas de muitos membros, um escândalo estourou em 1970 e 1971, quando a denominação deu US$ 25.000 para defender os Panteras Negras e US$ 10.000 para a Fundo de Defesa Angela Davis.

## Esforços ecumênicos
Em dezembro de 1960 Eugene Blake, pregou um sermão na Igreja Episcopal Grace em São Francisco, no qual ele estabeleceu o plano para unir a UPCUSA, a Igreja Metodista Unida, a Igreja Episcopal e a Igreja Unida de Cristo. Seguindo o exemplo de Blake, a Assembléia Geral 1961 enviou convites para a Igreja Presbiteriana nos Estados Unidos, os Metodistas Unidos, os episcopais, e a Igreja Unida de Cristo, começando o que foi chamado de "Consulta sobre a União da Igreja", mas seria rebatizado eventualmente as "Igrejas de Cristo Unidas". A UPCUSA foi também parte tanto do Conselho Nacional de Igrejas e o Conselho Mundial de Igrejas, o último dos quais Blake se tornaria o Secretário-Geral de, em 1966.

## Controvérsias e partidas
Apesar de ser o maior corpo Presbiteriana nos Estados Unidos, controvérsias e cismas logo agitaram a UPCUSA, o que levaria ao êxodo de várias congregações bem conhecidas e membros.
De acordo com a prática do PC-EUA (que o PC-EUA tinha começado em 1956) a UPCUSA continuou a ordenação de mulheres. Quando a união entre a UPCNA e a PC-EUA ocorreu em 1958, entendeu-se que a nova denominação permitiria, mas não exigir ministros do sexo feminino. No entanto, em 1974, Walter W. Kenyon, um estudante no Seminário Teológico de Pittsburgh , informou a seu presbitério que, enquanto ele estaria disposto a trabalhar com os ministros do sexo feminino, ou não impedir a sua ordenação, ele não iria participar na sua instalação. Enquanto sua ordenação foi estritamente aprovado, ele foi anulada pela Comissão Permanente Judiciária da Assembléia Geral, no ano seguinte, com a comissão afirmando que era responsabilidade da denominação de recusar a ordenação para aqueles que não aceitaram teologicamente a ordenação de mulheres, como o Geral Assembléia não tinha poder para conceder o presbitério uma excepção a uma disposição constitucional já explícita. Além disso, em 1979, a Assembléia Geral decidiu que todas as congregações devem eleger homens e mulheres para o cargo de governante presbíteros. A decisão resultou em um êxodo de cerca de quarenta congregações, incluindo a Décima Igreja Presbiteriana , na Filadélfia, que acabaria por realinhar com a Igreja Presbiteriana Reformada - Sínodo Evangélico.
Em 1976, o New York Presbitério solicitou à Assembléia Geral conselhos sobre o que fazer sobre um candidato que era homossexual, mas que foi qualificado para o ministério. Uma força-tarefa foi atribuída e voltou com a proposta de que a questão deveria ser a critério dos presbitérios. No entanto, depois de um grupo do presbiterianos unidos manifestarem preocupações bíblicas, o relatório da maioria foi rejeitando a ordenação pela Assembleia Geral, que votou esmagadoramente em vez de afirmar que "a prática homossexual impenitente não está de acordo com as exigências da ordenação como estabelecido no Livro de Ordem da Igreja".
Outra controvérsia abalou a UPCUSA quando o presbitério National Unido da Capital votou para receber um ministro pelo nome de Mansfield Kaseman, um movimento que foi confirmado pela Assembléia Geral de 1981. Ordenado na Igreja Unida de Cristo, Kaseman se recusou a afirmar diretamente a divindade de Cristo, a Sua natureza sem pecado e a ressurreição corporal. Este caso resultou em uma nova onda de desvios da UPCUSA, incluindo aqueles que fundou a Igreja Presbiteriana Evangélica (EUA), juntamente com o antigo professor do Seminário Pittsburgh John Gerstner .

## Reunificação da UPCUS e PCUS
Como a UPCUSA continuou seu turno mais liberal, tinham inicido negociações sobre uma fusão entre a UPCUSA e a Igreja Presbiteriana nos Estados Unidos, que haviam se separado da principal Igreja Presbiteriana nos Estados Unidos da América em 1861 devido à guerra civil. Inicialmente o compromissada com a "Velha Escola" do presbiterianismo, a PCUS tinha começando uma mudança no sentido do liberalismo nas décadas de 1950 e 1960, inclusive permitindo a ordenação de mulheres em 1964.
Embora tivesse havido uma tentativa fracassada de mesclar a UPCUSA e a PCUS, em 1954 houve uma maior cooperação entre as duas denominações, incluindo placas de missão estrangeira conjuntas, um novo hinário em 1955, presbitérios sindicais, em 1968, e em 1970, o então chamado "Plano de União" foi redigido. Em dezembro 1973 ocorreu a criação da Igreja Presbiteriana Nacional, que em breve seria renomeado a Igreja Presbiteriana na América, o que levou a um êxodo dos conservadores da PCUS, os planos de união aceleraram, e foram também apressados, embora menos decisivamente, pela criação da Igreja Presbiteriana Evangélica (EUA) pelos conservadores que saíram da UPCUSA em 1981.
Em 1983, o voto foi finalmente realizada em relação à fusão, com a unanimidade de 151 presbitérios na UPCUSA afirmá-lo, e na PCUS afirmando a fusão, o resultado foi 53 a 8. Em 10 de junho de 1983, a primeira Assembléia Geral foi realizada para a nova denominação, que seria chamado a Igreja Presbiteriana (EUA).